# Rio-Bahia
Rio–Bahia é um álbum do cantor e compositor Dori Caymmi lançado em 2006 em parceira com a cantora Joyce.
Sobre o álbum, o crítico musical britânico Robin Denselow, do The Guardian, escreveu:
«O álbum é um tributo a dois centros musicais: Rio de Janeiro e Bahia. Ela [a cantora Joyce] está acompanhada do guitarrista e cantor Dori Caymmi, que compôs muitas das canções, incluindo sua formidável colaboração com Chico Buarque, Fora de Hora. Não há a intensidade ou o alcance das apresentações ao vivo de Joyce, e os vocais de Caymmi não se igualam à sua destreza com o violão, mas há alguns momentos excepcionais, do sofisticado scat de Joaozinho Boa Pinta ao tratamento primoroso de Saudade da Bahia. Ela gosta de incluir o inesperado, e The Colours of Joy é um tributo ao arcebispo Desmond Tutu, cantado em inglês e com as devidas influências africanas (...).»
Vivendo desde 1990 em Los Angeles, nos Estados Unidos, o músico faz arranjos de músicas brasileiras para CDs norte-americanos. Já Joyce, cujo primeiro disco, de 1968, teve arranjos de Caymmi, acredita que ambos têm em comum as «mesmas poucas ambições» de que não vão vender um milhão de discos nunca. Ambos, contudo, pretendem levantar o padrão de espírito das pessoas através de música de boa qualidade.

## Faixas
1. Mercador de Siri
2. Rio–Bahia
3. Flor da Bahia
4. Joãozinho Boa Pinta
5. Fora de Hora
6. Daqui
7. Colors of Joy
8. E Era Copacabana
9. Jogo de Cintura
10. Saudade da Bahia
11. Demorô
12. Rancho da Noite
13. Saudade do Rio
14. Pra que Chorar